# Storvålen Lockne
Storvålen Lockne este o arie protejată (arie specială de conservare — SAC, sit de importanță comunitară — SCI) din Suedia întinsă pe o suprafață de 2 ha, integral pe uscat.

## Localizare
Centrul sitului Storvålen Lockne este situat la coordonatele 63°01′38″N 14°45′01″E / 63.0271°N 14.7503°E.

## Înființare
Situl Storvålen Lockne a fost declarat sit de importanță comunitară în mai 2006 pentru a proteja un număr necunoscut de specii din flora spontană și fauna sălbatică aflate în arealul zonei. Situl a fost protejat și ca arie specială de conservare în ianuarie 2014.

## Biodiversitate
Situată în ecoregiunea boreală, aria protejată conține 2 habitate naturale: Fânețe montane, Pășuni din zone de pădure fino-scandinave.
La baza desemnării sitului se află un număr nedeclarat de specii protejate.